# Anodyne
Anodyne är det amerikanska alt-countrybandet Uncle Tupelos fjärde och sista studioalbum, utgivet i oktober 1993. Det har beskrivits som det av gruppens album som bäst balanserar deras influenser från rock och country.
Inför albumet hade man skrivit kontrakt med skivbolaget Sire Records och tre nya medlemmar hade tillkommit, Ken Coomer, som ersatt Mike Heidorn, samt John Stirratt och Max Johnston. Albumet spelades i Cedar Creek studio i Austin, Texas under våren 1993. Det spelades in live i studion och endast en tagning gjordes för varje låt.
En nyutgåva av med fem bonusspår släpptes 2003 av Rhino Records.

## Låtlista
1. "Slate" (Jay Farrar) - 3:24
2. "Acuff-Rose" (Jeff Tweedy) - 2:35
3. "The Long Cut" (Jeff Tweedy) - 3:20
4. "Give Back the Key to My Heart" (Doug Sahm) - 3:26
5. "Chickamauga" (Jay Farrar) - 3:42
6. "New Madrid" (Jeff Tweedy) - 3:31
7. "Anodyne" (Jay Farrar) - 4:50
8. "We've Been Had" (Jeff Tweedy) - 3:26
9. "Fifteen Keys" (Jay Farrar) - 3:25
10. "High Water" (Jay Farrar) - 4:14
11. "No Sense in Lovin'" (Jeff Tweedy) - 3:46
12. "Steal the Crumbs" (Jay Farrar) - 3:38

Bonusspår på 2003 års nyutgåva
13. "Stay True" (Jay Farrar) - 3:29
14. "Wherever" (Jeff Tweedy) - 3:38
15. "Are You Sure Hank Done It This Way?" (Waylon Jennings) - 3:01
16. "Truck Drivin' Man" (Terry Fell) - 2:13
17. "Suzy Q" (Dale Hawkins/Lewis/Broadwater) - 7:13

## Medverkande
- Jay Farrar - sång, gitarr, mandolin på "Acuff-Rose"
- Jeff Tweedy - sång, gitarr, bas
- Ken Coomer - trummor
- Max Johnston - fiol, lap steel guitar, banjo på "New Madrid", dobro på "Fifteen Keys"
- John Stirratt - bas, gitarr
- Doug Sahm - gitarr, sång på "Give Back the Key to My Heart"
- Lloyd Maines - pedal steel guitar
- Joe Ely - sång på "Are You Sure Hank Done It This Way?"
- Brian Henneman - sång på "Truck Drivin' Man"